# Сења
Сења (слч. Seňa) насељено је мјесто са административним статусом сеоске општине (слч. obec) у округу Кошице-околина, у Кошичком крају, Словачка Република.

## Становништво
| Година:    | 1994. | 2004.    | 2014.   | 2024.   |
| ---------- | ----- | -------- | ------- | ------- |
| Број људи: | 1926  | 2122     | 2095    | 2228    |
| Разлика:   |       | +10,17 % | -1,27 % | +6,34 % |

| Година:    | 2023. | 2024.   |
| ---------- | ----- | ------- |
| Број људи: | 2212  | 2228    |
| Разлика:   |       | +0,72 % |

Према подацима о броју становника из 2011. године насеље је имало 2.114 становника.